# 谢拜什真·马尔塔
谢拜什真·马尔塔（匈牙利語：Sebestyén Márta，1957年8月19日—）是出身於匈牙利布達佩斯的女性民謠歌手。

## 簡介
瑪塔出身於父親為經濟學作家及母親為作曲家的背景，其中她母親有在音樂家佐爾坦·高大宜下受訓。而瑪塔的父親在她小時曾前往美國擔任客座教授，之後返回匈牙利時有從史密森尼學會帶來大量民族音樂方面的資料作品給瑪塔欣賞學習。
就讀語文學校後瑪塔開始與民謠樂團（音樂家樂團）展開長達二十五年以上的合作關係，
於樂團中瑪塔是負責擔任女主唱及笛樂演奏的角色。
後續瑪塔曾在1996年發行的電影《英倫情人》中擔任歌曲的演唱。而法國音樂二人組Deep Forest則有在專輯《Boheme》中引用過瑪塔演唱的歌曲；另日本吉卜力工作室推出的動畫電影《兒時的點點滴滴》裡，也採用了三首瑪塔演唱的作品為插曲。
在2010年6月1日聯合國教科文組織則肯定瑪塔在民謠樂界的貢獻，將她評列為該年度的和平藝術家。

## 外部連結
- 瑪塔·塞巴斯蒂安的官方網站（匈牙利文）